# Dvärgmyskdjur
Dvärgmyskdjur (Moschiola) är ett släkte av däggdjur som ingår i familjen mushjortar. Släkter finns i Indien, på Sri Lanka och eventuellt även i Nepal.
Tidigare innehöll släktet endast Indiskt dvärgmyskdjur, men sedan 2005 har släktet delats upp i tre olika arter:
- Moschiola indica (Gray, 1852), på det indiska fastlandet.
- Indiskt dvärgmyskdjur (Moschiola meminna, Erxleben, 1777), i torra regioner av Sri Lanka.
- Moschiola kathygre (Groves & Meijaard, 2005), i fuktiga regioner av Sri Lanka.